# Trenta (Kalabrien)

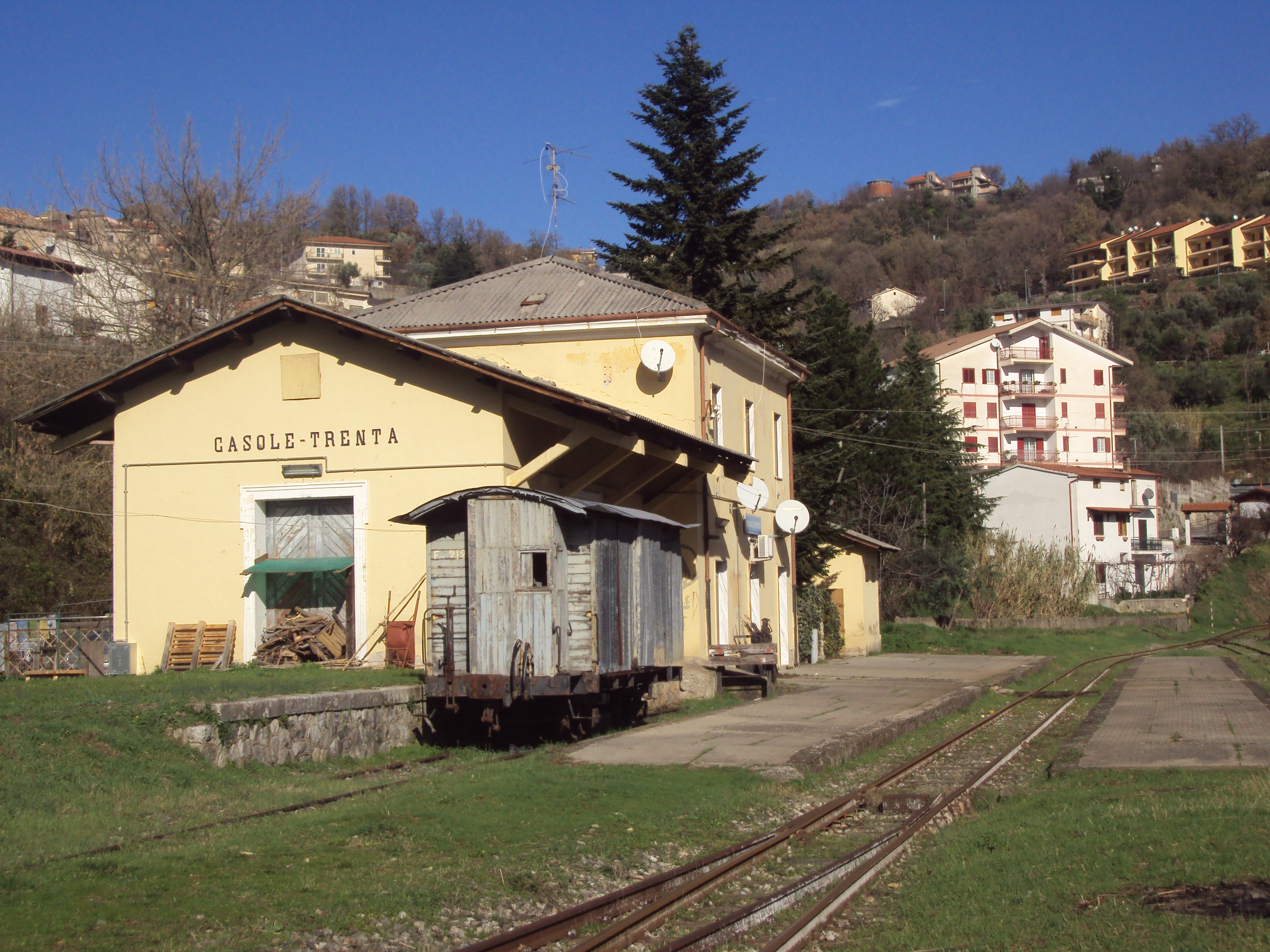
Bahnhof Casole – Trenta

Trenta ist ein Ort in der Provinz Cosenza in der italienischen Region Kalabrien. Seit dem 5. Mai 2017 ist er Teil der neugegründeten Gemeinde Casali del Manco. Die Gemeinde Trenta hatte zuletzt 2614 Einwohner (Stand 31. Dezember 2016).
Trenta liegt zwölf Kilometer östlich von Cosenza und hatte eine Haltestelle mit dem Namen Casole-Trenta an der früheren Bahnstrecke Pedace–San Giovanni in Fiore.